# Atsushi Itō
Atsushi Itō (伊藤淳史; Funabashi, 25 de novembro de 1983) é um ator japonês. Ele começou a atuar aos três anos de idade em programas de educação. Ele está atualmente estudando na faculdade de negócios, a Universidade de Hosei. Ele é frequentemente escalado para personagens de geeky ou otaku. Itō é o irmão mais velho do ator e dublador Takahiro Itō, que cometeu suicídio em 2009.